# Litwiny (rejon szkudzki)
Litwiny (lit. Litvinai) – wieś na Litwie, położona w okręgu kłajpedzkim, w rejonie szkudzkim, w gminie Lenkimy (Lenkimų seniūnija); niewielka wioska w pobliżu granicy z Łotwą niedaleko wybrzeży Morza Bałtyckiego, 7 km na wschód od miasteczka Lenkimy.

## Historia
W XIX w. wieś znajdowała się w gminie Szkudy w powiecie telszewskim guberni kowieńskiej Imperium Rosyjsiego. 
W okresie międzywojennym Litwiny należały do odrodzonego państwa litewskiego.
W l. 1940–41 w Litewskiej Socjalistycznej Republice Radzieckiej. W l. 1941-44 pod okupacją niemiecką. W l. 1944–1990 ponownie w granicach ZSRR. Od 1990 r. w niepodległej Litwie.